# Eupterote undifera
Eupterote undifera är en fjärilsart som beskrevs av Walker 1855. Eupterote undifera ingår i släktet Eupterote och familjen Eupterotidae. Inga underarter finns listade i Catalogue of Life.